# Fantasía n.º 3 (Mozart)
La Fantasía n.º 3 en re menor, K. 397/385g, es una pieza de música para piano solo compuesta por Wolfgang Amadeus Mozart en 1782. La pieza es una de sus composiciones para piano más populares. La fantasía se desarrolla en tan solo cien compases y su interpretación completa abarca aproximadamente seis minutos.
Existe la hipótesis de que la obra no pudo ser concluida por el autor debido a que su final no resuelve sino que se mantiene en una tensión, aunque existen corrientes que defienden que sí llegó a terminarla, y el final queda en una tensión en vez de resolver para quedar en concordancia con el primer movimiento (que también termina en una tensión). Tiene un carácter improvisatorio y debido a su ritmo poco usual, su constantes cambios en el tempo (siete tempi diferentes se suceden a lo largo de la pieza, algunos de los cuales son bastante rápidos), y su completa carencia de alguna forma musical reconocible (como se indica por medio del título "Fantasía"), a pesar de esto, puede considerarse una especie de csárdás. La fantasía es considerada como una pieza relativamente exigente en lo que respecta a su interpretación.
El manuscrito original no ha pervivido y los últimos compases de la obra se han perdido o nunca fueron terminados por Mozart. El final que existe actualmente se considera obra de August Eberhard Müller, uno de los admiradores del compositor, quien defendía a la corriente que cree que la obra esta inconclusa.